# Victoria (Kilar)
Victoria (pol. zwycięstwo) – fanfara na chór mieszany i orkiestrę autorstwa Wojciecha Kilara z 1983 roku, której tekst stanowią słowa zaczerpnięte z listu Jana III Sobieskiego do papieża Innocentego XI (Venimus, vidimus, Deus vicit!).

## Historia
Dziełko powstało z okazji Drugiej pielgrzymki Jana Pawła II do Ojczyzny. Inspiratorem był katowicki biskup Herbert Bednorz. Kantata stała się wyrażeniem oczekiwań związanych z zakończeniem stanu wojennego w Polsce. Po wysłuchaniu fanfary w katowickiej katedrze papież Jan Paweł II powiedział: Bóg zapłać za tę piękną muzykę. W części chóralnej śpiewane są łacińskie słowa: Venimus, vidimus, Deus vicit! (pol. Przybyliśmy, zobaczyliśmy, Bóg zwyciężył!) zaczerpnięte z listu króla polskiego Jana III Sobieskiego napisane do papieża po Wiktorii Wiedeńskiej.

## Wydania
Fanfara znalazła się na płytach:
- Wojciech Kilar – Angelus, Exodus, Victoria, Dux Records (DUX 966), wyd. 6 stycznia 2014
- Kilar: Magnificat; Victoria, Dux Records (592), wyd. 1 stycznia 2007
- Wojciech Kilar: Angelus; Exodus; Krzesany, Naxos (554788), wyd. 19 lutego 2002